# Aeroportul Northeast Philadelphia
Aeroportul Northeast Philadelphia (IATA: PNE, ICAO: KPNE, FAA LID: PNE) este un aeroport din Pennsylvania, Statele Unite ale Americii ce deservește zona Philadelphia. Aeroportul a fost tranzitat în 2019 de 362 de pasageri. A fost numit după zona deservită.
Situat la o altitudine de 37 m, aeroportul dispune de 2 piste.

## Infrastructură

### Piste
Aeroportul dispune de 2 piste. Pista 06/24 are suprafața de asfalt și dimensiunile 7.000 picioare × 150 picioare. Pista 15/33 are suprafața de asfalt și dimensiunile 5.000 picioare × 150 picioare. 